# William Mactavish
Pour les articles homonymes, voir McTavish.
William Mactavish (ou McTavish ; 29 mars 1815 - 23 juillet 1870) fut le représentant (d'origine écossaise) de la Compagnie de la Baie d'Hudson, pour laquelle il fut également le gouverneur de la Terre de Rupert et d'Assiniboine avant le transfert de celles-ci au Canada et la création de la province du Manitoba en 1870.